# Lenin w Paryżu
Lenin w Paryżu (ros. Ленин в Париже, Lenin w Pariże) – radziecki film z 1981 roku w reżyserii Siergieja Jutkiewicza.

## Obsada
- Jurij Kajurow jako Lenin
- Claude Jade jako Inessa Armand
- Walentina Swietlowa jako Nadieżda Krupska
- Władimir Antonik jako Trofimow
- Pawieł Kadocznikow jako Paul Lafargue
- Antonina Maksimowa jako Laura Lafarque
- Boris Iwanow jako Żytomirski
- Albert Fiłozow jako przywódca anarchistów
- Witalij Szapowałow jako marynarz
- Anatolij Adoskin jako agitator-mienszewik
- Siergiej Jutkiewicz jako narrator